# Péter Nagy (piragüista, 1987)
Péter Nagy (Győr, 9 de enero de 1987) es un deportista húngaro que compitió en piragüismo en las modalidades de aguas tranquilas y maratón.
Ganó una medalla de bronce en el Campeonato Mundial de Piragüismo de 2014, en la prueba de C1 4 × 200 m. En la modalidad de maratón, obtuvo dos medallas en el Campeonato Mundial, en los años 2009 y 2012.

## Palmarés internacional

### Piragüismo en aguas tranquilas
| Campeonato Mundial | Campeonato Mundial | Campeonato Mundial | Campeonato Mundial |
| Año                | Lugar              | Medalla            | Competición        |
| ------------------ | ------------------ | ------------------ | ------------------ |
| 2014               | Moscú (Rusia)      | Medalla de bronce  | C1 4 × 200 m       |

### Piragüismo en maratón
| Campeonato Mundial | Campeonato Mundial           | Campeonato Mundial | Campeonato Mundial |
| Año                | Lugar                        | Medalla            | Competición        |
| ------------------ | ---------------------------- | ------------------ | ------------------ |
| 2009               | Vila Nova de Gaia (Portugal) | Medalla de oro     | C2                 |
| 2012               | Roma (Italia)                | Medalla de plata   | C1                 |